# Ansorei
Ansorei (russisch Анзоре́й, kabardinisch Андзорей) ist ein Dorf (selo) in der Republik Kabardino-Balkarien (Russland) mit 6551 Einwohnern (Stand 14. Oktober 2010).

## Geografie

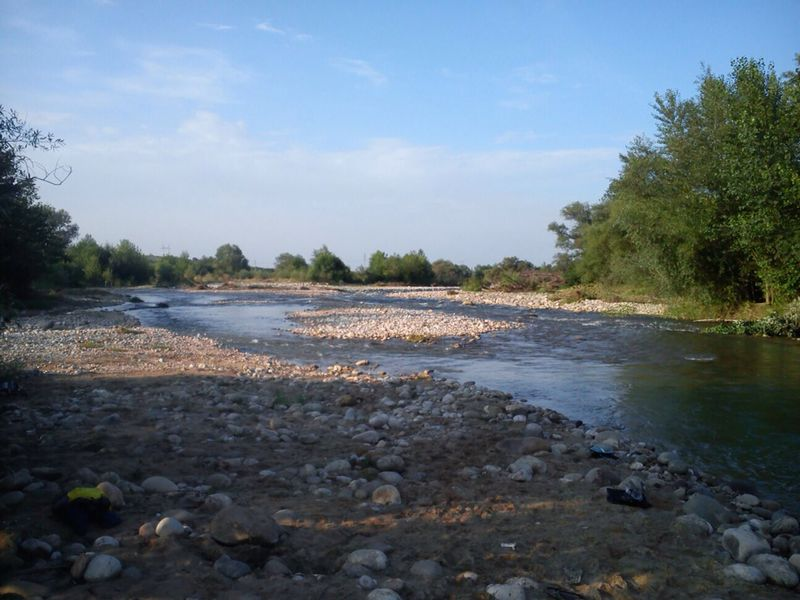
Ein Arm des Lesken bei Ansorei

Der Ort liegt am Nordrand des Großen Kaukasus gut 30 km Luftlinie südöstlich der Republikhauptstadt Naltschik unweit der Grenze zur Republik Nordossetien-Alanien. Er befindet sich am rechten Ufer des Flusses Lesken bei dessen Erreichen der Ebene, die allmählich zum Terek abfällt, in den er knapp 20 km nordöstlich von links mündet. An linken Flussufer gegenüber Ansorei liegt das Dorf Lesken Wtoroi.
Ansorei ist Verwaltungszentrum des Rajons Leskenski sowie Sitz und einzige Ortschaft der Landgemeinde Selskoje posselenije Ansorei. Die Einwohner des Rajons wie auch des Dorfes sind fast ausschließlich Kabardiner.

## Geschichte
Der Ort entstand spätestens zu Beginn des 16. Jahrhunderts und wurde nach einem in diesem Gebiet ansässigen kabardinischen Fürstengeschlecht mit der russifizierten Namensform Andsorow benannt. Ab 1860 gehörte er zum Okrug Naltschik der Oblast Terek; der offizielle russische Name war Ansorowo, bis das Dorf 1920 im Zuge der Abschaffung „kabardinischer Feudalbezeichnungen“ durch die sowjetischen Behörden in Stary Lesken („Alt-Lesken“) umbenannt wurde.
Innerhalb der am 1. September 1921 gebildeten Kabardinischen Autonomen Oblast (ab 16. Januar 1922 Kabardino-Balkarische Autonome Oblast) gehörte das Dorf zum Urwanski okrug (ab 30. September 1931 Rajon) mit Sitz im knapp 15 km nordwestlich gelegenen Stary Tscherek. Nach Bildung der Kabardino-Balkarischen ASSR am 5. Dezember 1936 wurde am 29. Dezember 1937 der nach dem Fluss benannte Leskenski rajon mit Sitz in Stary Lesken ausgegliedert.
Im Zweiten Weltkrieg war Stary Lesken vom 26. Oktober 1942 bis 3. Januar 1943 von der deutschen Wehrmacht okkupiert.
Am 20. Dezember 1962 wurde der Rajon aufgelöst, und sein Territorium wieder dem Urwanski rajon angegliedert. 1993 erhielt das Dorf wieder seinen alten Namen, in der dem Kabardinisch-Tscherkessischen nun näheren russifizierten Form Ansorei. Am 8. August 2003 wurde auch der 1962 aufgelöste Rajon wiederhergestellt.

### Bevölkerungsentwicklung
| Jahr | Einwohner |
| ---- | --------- |
| 1939 | 3371      |
| 1959 | 4198      |
| 2002 | 6931      |
| 2010 | 6551      |

Anmerkung: Volkszählungsdaten

## Verkehr
Am Nordrand des Ortes verläuft die entlang dem Kaukasusnordrand von Pawlowskaja in der Region Krasnodar zur Staatsgrenze zu Aserbaidschan führende Fernstraße R217 Kawkas (auf diesem Abschnitt zugleich Europastraße 117). Wenig westlich zweigt die Regionalstraße ab, die zunächst dem Fluss Lesken durch Lesken Wtoroi aufwärts folgt und dann in Nordossetien-Alanien als 90K-001 über Tschikola, Digora und Ardon nach Wladikawkas führt.
Die nächstgelegene Bahnstation befindet sich knapp 30 km entfernt in Nartkala (Station Dokschukino) an der Strecke von Maiski (Station Kotljarewskaja) nach  Naltschik.